# Шиклер, Аарон
Аарон Авраам Шиклер (18 марта 1922 года — 12 ноября 2015 года) — американский художник-портретист. Автор портретов американских государственных деятелей и знаменитостей, таких как Джон Ф. Кеннеди, Жаклин Кеннеди и др.

## Биография
Родился в семье эмигрантов из Восточной Европы, приехавших в Соединённые Штаты Америки перед первой мировой войной. Шиклер учился в школе искусств Тайлера в Филадельфии и в школе Ханса Хофманна в Нью-Йорке. Женился на Барбаре Лурье, которую он встретил в школе Тайлера. Их дети — Кэти и Клиффорд. Жена Барбара умерла в 1998 году от рака легких.

## Работа
Шиклер — автор портрета Жаклин Кеннеди, написанного в 1970 году. Художник нарисовал серию картин, посвященных Джону Ф. Кеннеди, включая портрет самого Джона Кеннеди. Этот портрет был официальным портретом Белого дома.
Шиклер также является автором портретов первых леди страны Жаклин Кеннеди и Нэнси Рейган, а также портретов детей Кеннеди. Его картины представлены в многочисленных государственных коллекциях, таких как Бруклинский музей искусств, Метрополитен-музей, музей Хиршхорн, Музей американского искусства в Нью-Бритене и Национальная академия дизайна.

## Награды и почетные звания
В 1965 году Шиклер был избран действительным членом Национальной академии дизайна (член-корреспондент с 1962 года). Шиклер получал также премию Тиффани в 1957 году и премии Томаса Б. Кларка — в 1958, 1960 и 1961 годах. В 1976 году он получил почётную степень от Школы искусств Тайлера и приз Бенджамина Альтмана Национальной академии дизайна.

## Смерть
Шиклер занимался творчеством в своей домашней студии дома до самой смерти 12 ноября 2015 года от почечной недостаточности, в окружении своих друзей и семьи. У него остались двое детей.

## Галерея

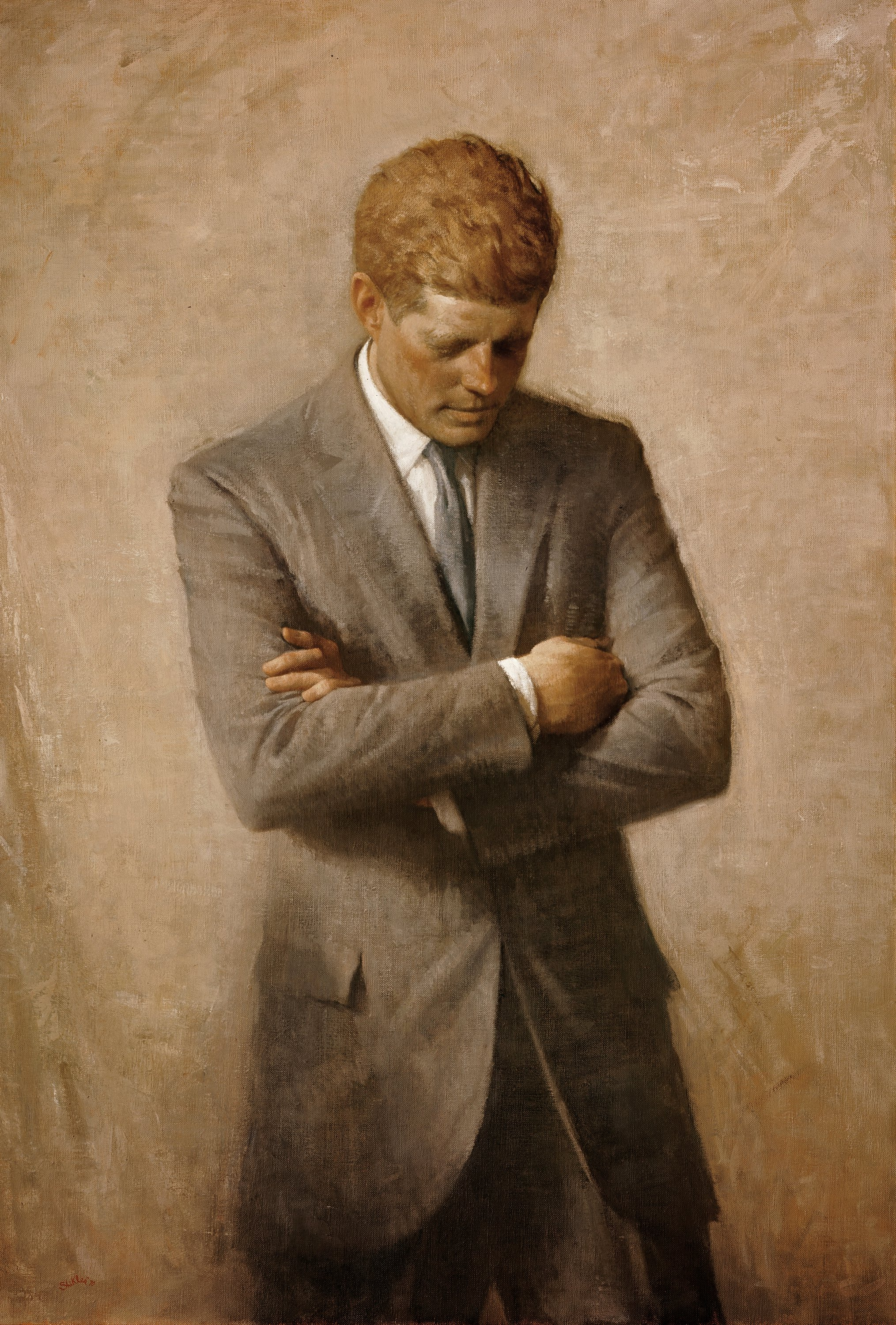
Официальный  портрет президента Джона Ф. Кеннеди.
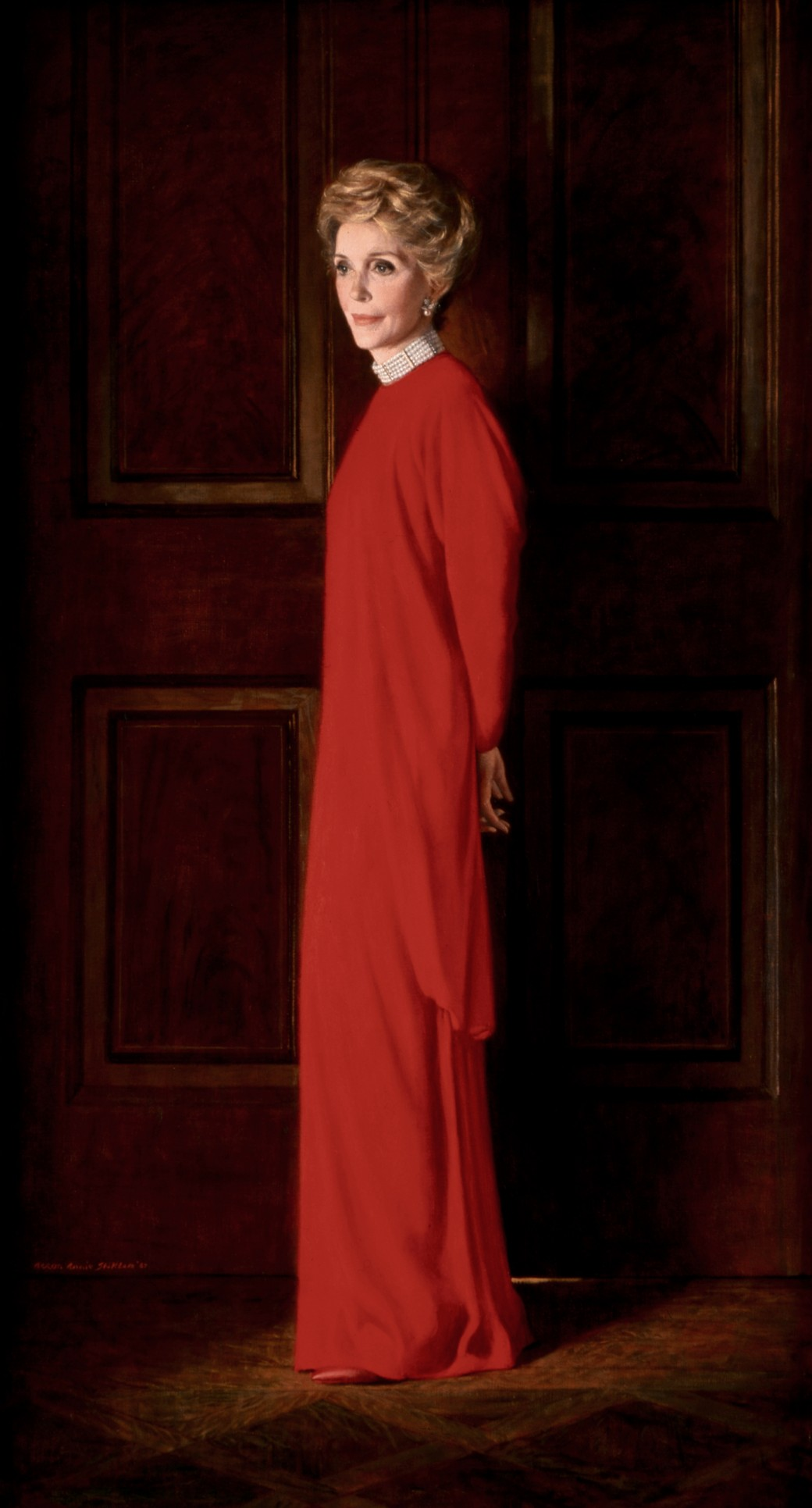
Нэнси Рейган официальный портрет Белого дома.
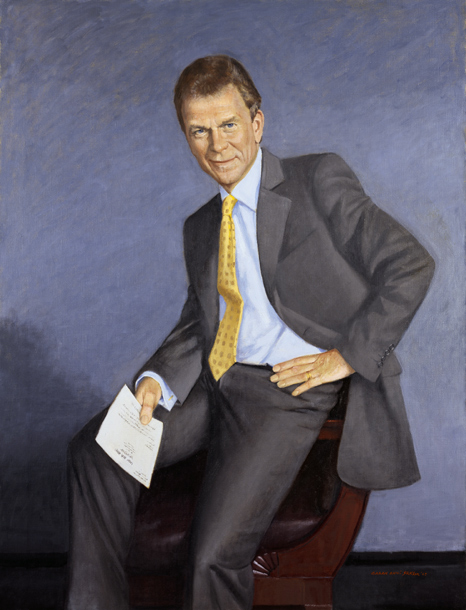
Официальный портрет сенатора Тома Дашле
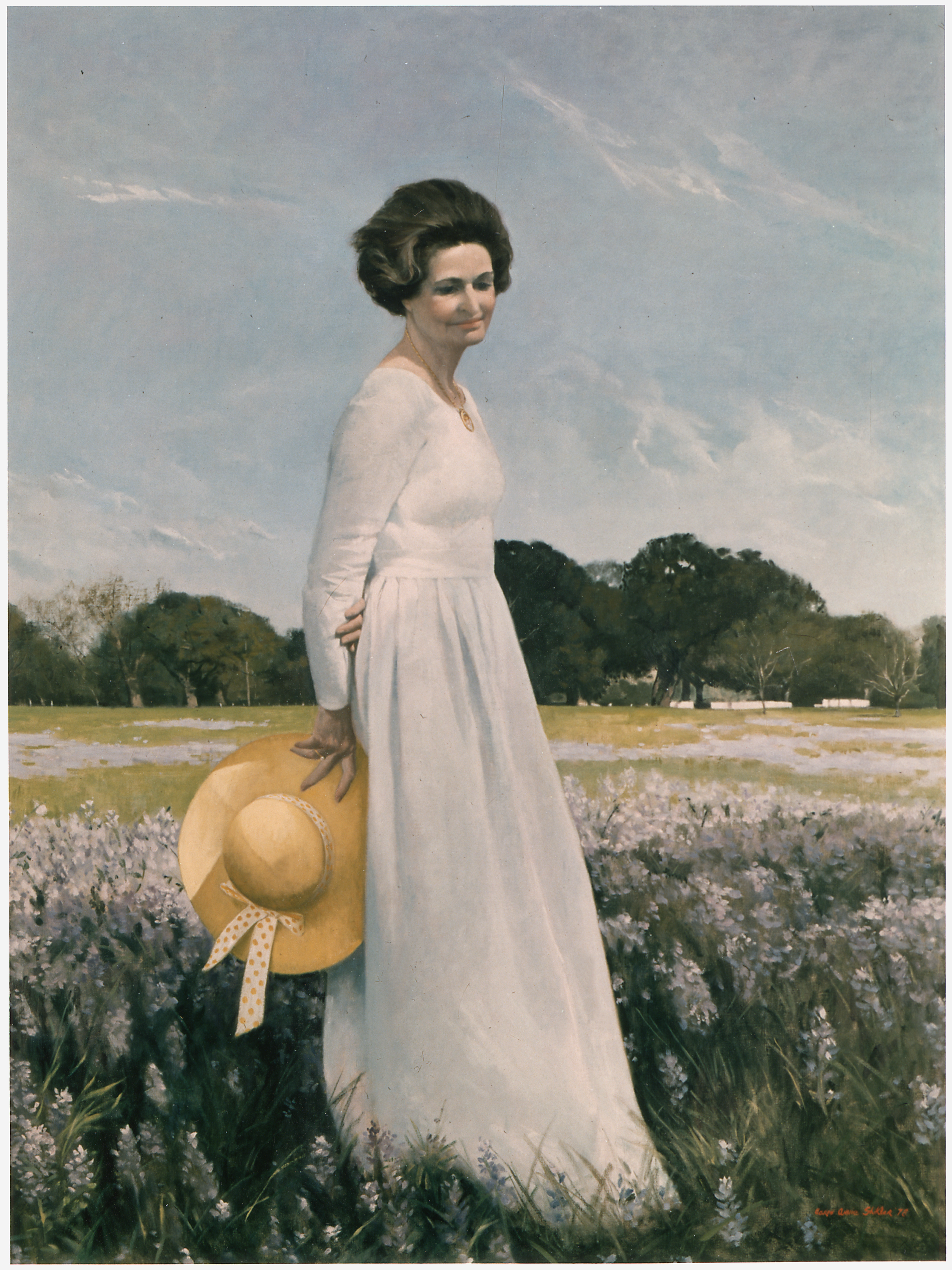
Леди Берд Джонсон

## Комментарии
1. ↑  В Белом доме существует галерея портретов президентов Соединенных Штатов. Первый портрет первого президента США был написан Гирбертом Стюартом. Художник Стюарт начал традицию, которая продолжается и в настоящее время. Всего в галерее Белого дома собраны портреты всех 43-х бывших президентов США[8]